# بارانک برگ‌شانه‌ای
بارانک برگ‌شانه‌ای یا تیس (نام علمی: Sorbus aucuparia) نام یک گونه از زیرخانواده مالوئیده است.